# فرمانروای آب (انیمیشن)
فرمانروای آب یک انیمیشن سه‌بعدی ایرانی در ژانر رئال است که در سال ۱۳۹۷ تولید و در ۸ مرداد ۱۴۰۴ اکران سینمایی خود را آغاز کرد. این انیمیشن به نویسندگی و کارگردانی مجید اسماعیلی، تهیه‌کنندگی مجتبی امینی و با مجری‌گری حسین سلطانی در استودیو آوین رسانه ساخته شده است. موسیقی فیلم توسط بهزاد عبدیساخته شده و پوستر رسمی آن توسط استاد شجاعیان رونمایی شده است. داستان این فیلم درباره تلاش جوانان ایرانی برای آزادی نیروهای سازمان ملل از دست تروریست‌ها است. در جدول فروش سینما، فرمانروای آب پرفروش‌ترین انیمیشن حاضر ایران است. مجید اسماعیلی کارگردان انیمیشن فرمانروای آب از نوشتن قسمت دوم این انیمیشن خبر داد و ابراز امیدواری کرد که قسمت دوم فرمانروای آب بزودی به مرحله تولید برسد. 

## داستان
داستان انیمیشن در نزدیکی شهر سامرا رخ می‌دهد و روایتگر گروگان‌گیری یک تیم کارشناسی سازمان ملل متحد توسط یک گروه تروریستی است که قصد ایجاد تنش در منطقه را دارند. گروهی از ایرانیان به رهبری شخصیتی به نام فرید، منشأ این تحرکات را در پایگاه‌های نظامی خارجی ردیابی می‌کنند. داستان به موضوعاتی مانند اقتدار دفاعی ایران و وحدت اسلامی می‌پردازد.

## تولید
انیمیشن «فرمانروای آب» در استودیو آوین رسانه با همکاری بیش از ۱۰۰ نفر در بخش‌های مدل‌سازی، طراحی شخصیت، لوکیشن و جلوه‌های ویژه تولید شد. این انیمیشن از فناوری موشن کپچر استفاده کرده که در زمان تولید (سال ۱۳۹۷) رایج بوده است. بازیگران موشن کپچر این اثر شامل پوریا پورسرخ، میرطاهر مظلومی، مینو صالحی و امیر کربلایی‌زاده هستند و موسیقی متن توسط  بهزاد عبدی ساخته شده است.

## اکران
اکران سینمایی «فرمانروای آب» از ۸ مرداد ۱۴۰۴ با سرگروهی پردیس سینمایی آزادی آغاز شد. این انیمیشن توسط مؤسسه فرهنگی هنری بهمن سبز و شبکه اکران مردمی جشنواره عمار در سینماها و همچنین در مناطقی مانند مدارس، مساجد و روستاها نمایش داده می‌شود. اکران‌های مردمی از طریق سامانه اکران مردمی عمار هماهنگ شده است. برنامه‌ریزی برای اکران آنلاین در پلتفرم‌هایی مانند شبکه شاد و پخش نسخه تلویزیونی نیز اعلام شده است.

## رده‌بندی سنی و توصیه‌ها
بر اساس ارزیابی وب‌سایت کدومو، انیمیشن «فرمانروای آب» برای تماشاگران بالای 12 سال مناسب است. در این ارزیابی، کدومو به والدین توصیه کرده است که پیش از نمایش فیلم برای کودکان، درباره مفاهیمی مانند خشونت، درگیری مسلحانه و روابط بین‌الملل با آن‌ها گفت‌وگو کنند. این فیلم حاوی صحنه‌هایی از درگیری، تعقیب و اسارت است که ممکن است برای کودکان کم‌سن نگران‌کننده باشد، هرچند پیام کلی اثر بر همبستگی غرور ملی و شجاعت جوانان ایرانی تأکید دارد.

## جوایز
این انیمیشن در دهمین دوره جشنواره مردمی فیلم عمار لوح افتخار بهترین پویانمایی را دریافت کرد.